# Jorge Lapas
Antônio Jorge Pereira Lapas (Osasco, 26 de março de 1961) é um engenheiro e político brasileiro, filiado ao Partido Democrático Trabalhista (PDT). Foi prefeito da cidade de Osasco entre 2013 e 2016.
Candidato a um cargo eletivo pela primeira vez nas eleições de 2012, Lapas foi eleito no primeiro turno, com 60,03%1 dos votos válidos, após a cassação da chapa encabeçadas por Celso Giglio, que liderava as pesquisas de intenção de votos.
Primeiro prefeito nascido na cidade após sua emancipação política, é casado com a também osasquense Sandra Regina Missiano Lapas. Seu pai, Antônio Pereira Lapas 1934, é um dos emancipadores da cidade.
Como engenheiro civil, é servidor público de carreira na prefeitura de São Paulo desde 1991, onde atuou em diferentes setores e regiões. Antes disso, trabalhou também na prefeitura de Osasco na década de 1980. A partir de 2005 foi secretário de obras e transportes e secretário de governo na prefeitura de Osasco, antes de concorrer pela primeira vez a um cargo eletivo e ser eleito prefeito em 2012.
Em 2014 o prefeito Jorge Lapas rompeu o contrato de prestação de serviços do Banco Santander pelo fato de a instituição financeira não prestar um atendimento adequado aos munícipes da cidade,no mesmo ano o prefeito enviou oficios para o Governador do Estado e para presidente da SABESP cobrando explicações sobre o problema de abastecimento de água em diferentes bairros da cidade.
Em 2015 foi eleito presidente Consórcio Intermunicipal da Região Oeste Metropolitana de São Paulo (CIOESTE). Também em 2015 por determinação do prefeito Jorge Lapas, a Prefeitura passou a captar água dos lagos do município para fazer a limpeza urbana.
As contas da prefeitura de Osasco relativas a 2013 não foram aprovadas numa preliminar do Tribunal de Contas do Estado.
Tal parecer continua preliminar e ainda não teve sua votação final realizada pelo  Tribunal de Contas do Estado, desta forma, Jorge Lapas fica habilitado para concorrer a prefeitura de Osasco no ano de 2016 enquanto não sair o parecer final das contas.
Em 28 de março de 2016, deixou o PT para se filiar ao PDT.
Em 2016 tentou a reeleição, porém alcançou apenas 138.625 votos em segundo turno, que corresponde a 38,19%, sendo derrotado pelo atual prefeito Rogério Lins.